# Nikola Ašćerić
Nikola Ašćerić, född 19 april 1991 i Belgrad, är en serbisk fotbollsspelare med en lång och brokig utlandskarriär.

## Biografi
Ašćerić spelade ungdomsfotboll i flera klubbar i Belgrad, däribland Röda stjärnan, och inledde sin seniorkarriär i Radnički Beograd, där han dock inte gjorde något större avtryck. Efter att därefter ha tillhört flera andra klubbar lyckades han till sist i OFK Grbalj i montenegrinska högstaligan, där han säsongen 2013/2014 gjorde 17 mål på 44 matcher. Han gick därefter vidare till FK Radnički Niš och FK Vojvodina i serbiska ligan, innan han, med magert resultat, prövade lyckan utanför Balkan, med spel i Japan, Malta, Grekland och Saudiarabien.
I januari 2019 dök han upp i svenska Gais, där han skrev på ett tvåårskontrakt. Gais tränare Bosko Orovic sade då att han hade "kvaliteter som bör räcka en bra bit i Superettan och kan vi få honom att prestera som han gjorde i Serbien så kommer han att bli en viktig kugge i laget." Efter 14 matcher (4 mål) med Gais under vårsäsongen 2019 lämnade han under sommaren emellertid klubben, men hans fyra mål räckte för att bli Gais interna skyttekung säsongen 2019.
Ašćerić fortsatte därefter sin kringflackande tillvaro, med spel i bland annat Indonesien, Förenade Arabemiraten och Österrike.

## Spelstil
Gais dåvarande huvudtränare Bosko Orovic sade 2019 att Ašćerić var ovanligt rörlig för sin längd. Han är en targetspelare med blick för spelet, som också jobbar bra utan boll.